# خان جر
خان جر (بالفارسية: کاروانسرای جر) هو خان تاريخي يعود إلى عصر القاجاريون، ويقع في كرمان.